# Band-Genossenschaft
Die Band-Genossenschaft (kurz: Band) ist eine schweizerische Genossenschaft mit Hauptsitz in Bern. Als soziales Unternehmen verfolgt sie das Ziel, Menschen mit einer gesundheitlichen oder sozialen Beeinträchtigung wieder in den Arbeitsmarkt zu integrieren. Die Band-Genossenschaft ist ein leistungsfähiger Produktions- und Dienstleistungsbetrieb mit einem kompetenten Ausbildungs- und Industriezentrum.
An drei Standorten hat die Band insgesamt über 700 Mitarbeiter in verschiedenen Branchen. Davon sind über 330 Personen an geschützten Arbeitsplätzen tätig. Durchschnittlich befinden sich rund 100 Klienten in einer beruflichen Abklärung oder Wiedereingliederung. Neben den über 150 Fachpersonen im Einsatz machen zudem rund 130 Lernende ihre Ausbildung bei der Band-Genossenschaft.

## Schwerpunkte
Die Band-Genossenschaft bietet folgende Angebote an:
- Berufliche Integration
- Arbeitsplätze in wirtschaftsnahmen Umfeld
- Dienstleistungen und Industrieaufgaben für unterschiedliche Unternehmen
- Tagesstätte[3]

## Geschichte

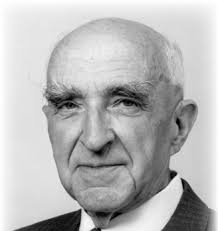
Paul Johann Kopp

Die Vereinigung «Das Band» entstand Mitte der 1930er-Jahre in einem Lungensanatorium in Leysin. Initiator war der 1907 geborene Primarschullehrer Paul Johann Kopp, der selbst von Tuberkulose betroffen war.
Zu Beginn des 20. Jahrhunderts hatten Tuberkulosekranke ein schweres Los, da es noch keine wirksamen Medikamente gegen die Volksseuche gab. Aufgrund des damals fehlenden Versicherungsobligatorium sowie fehlende Invalidenversicherung wurden Langzeitpatienten oft „ausgesteuert“. was die soziale und gesellschaftliche Notsituation der Betroffenen nur noch steigerte. Um diesem Schicksal entgegenzuwirken, bildete Kopp Arbeitsgruppen bestehend aus Patienten. Sie stellten Handarbeiten aller Art wie z. B. Lederportemonnaies und Brieftaschen für eine Lotterie her. Diese Produkte wurden in den Wohnungen von sogenannten „Genesene“ zunächst Verwandten und Bekannten verkauft.
Aus dem Bündnis entwickelte sich bald eine selbständige Organisation; seit 1946 in der Form einer Genossenschaft. Seit der Einführung des Invalidengesetzes am 1. Januar 1960 hat die Band-Genossenschaft ausserdem die Invalidenversicherung (IV) als starken Partner.

## Berufliche Integration
Die Eingliederungsmassnahmen der Band-Genossenschaft richten sich an Menschen, die infolge von Krankheit, Unfall oder Arbeitslosigkeit eine berufliche Neuorientierung oder Unterstützung beim Wiedereinstieg in den Beruf brauchen. Folgendes Angebot hilft Menschen ihre persönlichen Talente am richtigen Ort zu entfalten und weiterzuentwickeln:
- Berufliche Abklärung und Training: Die Massnahmen reichen vom Ausloten der Kompetenzen und Interessen über das Erarbeiten neuer Berufsperspektiven bis hin zur Abklärung der Eingliederungsfähigkeit.
- Berufsbildung und Berufsvorbereitung: Jugendliche und junge Erwachsene mit einer Lern- und / oder Leistungsbeeinträchtigung, finden bei der Band-Genossenschaft ein Umfeld, welches sie unterstützt, fördert und auf das Berufsleben vorbereitet.
- Tagesstätte und Beschäftigung: In der Tagesstätte finden erwachsene Menschen mit Beeinträchtigung eine auf ihre Bedürfnisse abgestimmte Tagesstruktur und eine sinnvolle Beschäftigung.
- Einsatz- und Integrationsplätze: So vielseitig, wie die Talente der Mitarbeiter der Band-Genossenschaft sind auch die Einsatzfelder für sie. Vom Bereich Dienstleistungen über Produktion bis hin zur ganz individuellen Lösung.
- Geschützte Arbeitsplätze: Mitarbeiter werden an über 250 geschützten Arbeitsplätzen, die zu ihren individuellen Stärken und Fähigkeiten sowie zu ihrer gesundheitlichen Situation passen begleitet und unterstützt.
- Vermittlung und Coaching: Mit individuellen Interventionen wird die Entwicklung einer Person unterstützt – mit dem Ziel einer Vermittlung zu einer Anstellung im ersten Arbeitsmarkt.

## Produktion und Dienstleistung
Mit vielseitigen Einsatzfeldern und kompetenten Mitarbeitenden werden diverse Auftragsarbeiten in der Produktion und Dienstleistung zuverlässig und nach individuellem Bedarf erledigt.
- Baugruppenmontage: Montage von einfachen bis komplexen Baugruppen für Klein- bis Grossserien in geprüfter Qualität, Erstellung von Dokumentationen und Durchführung von Prüfungen und Funktionstests.
- Büro und Versand: Der Mehrwert im administrativen Bereich durch Erfassung, Verarbeitung, und Digitalisierung von Daten und Abwicklung von Bestellprozessen vom Bestelleingang bis zum Versand.
- Elektronikfertigung: Effiziente und sichere Durchführung von Prozessen in der Elektronikfertigung, Bestückung und Kabelkonfektionierung – mit Erfahrung, qualifiziertem Fachpersonal und moderner Infrastruktur.
- Food und Pharma: Abfüllen, Konfektionieren und Co-Packing von Produkten aus der Pharma- und Lebensmittelindustrie in speziell eingerichteten und zertifizierten Räumlichkeiten.
- Konfektionieren und Verpacken: Verpacken von Produkten, Werbe- und Kommunikationsmitteln, Beschaffung, Entgegennahme, Kontrolle und Lagerung der Ware und Beratung bei Verpackungskonzepten.
- Mechanische Fertigung: Fertigung von Werkstücke für Industrie und Gewerbe. Die Metall- und Kunststoffverarbeitung reicht bis zu hochleistungsfähigen CNC-Bearbeitungszentren.
- Service und Instandhaltung: Übernahme sämtlicher Aufgaben, welche nicht zum eigentlichen Kerngeschäft von Kunden gehören, aber dennoch erledigt werden müssen. Als qualitätsbewussten und termingetreuen Partner im Aufbereiten, Reinigen, Reparieren, Instandhalten und Servicearbeiten.